# Валериј Вороњин
Валериј Иванович Вороњин (рус. Валерий Иванович Воронин; Москва, 17. јул 1939 — Москва, 19. мај 1984) био је руски и совјетски фудбалер, играо је на позицији дефанзивног везног играча. 

## Биографија
Рођен је у Москви 17. јула 1939. године. Почео је да игра фудбал у дечјем тиму фабрике Каучук 1952. године. Потом је прешао у чувену омладинску фудбалску школу ФШМ Москва. Играо је за ФШМ до 1958. године када се придружио московском Торпеду.
Почетком 1960-их Торпедо је имао перспективан тим у којем су били такви мајстори совјетског фудбала као што су Валентин Иванов, Едуард Стрелцов и Слава Метревели. Убрзо је за тим заиграо и Вороњин. Најуспешнија сезона за Торпедо била је 1960. година, када је тим први пут у историји освојио првенство, а такође је освојио и Куп СССР-а. Вороњин је био један од твораца овог успеха и убрзо је добио позив у репрезентацију СССР-а, за коју је дебитовао у мечу против репрезентације Мађарске.
На Светском првенству у Чилеу 1962. године, Вороњин је био један од лидера совјетске репрезентације. На крају првенства био је уврштен у најбољи тим турнира, осим њега, ниједан други совјетски и руски фудбалер није постигао нешто слично. На Европском првенству 1964. године совјетска репрезентација стигла је до финала. У полуфиналу је била побеђена репрезентација Данске са три гола разлике, а први погодак је постигао Вороњин. У финалу су Совјети поражени од Шпанаца. Вороњин је исте године проглашен за најбољег фудбалера у СССР-у, а француски магазин „Франс фудбал“ уврстио га је међу десет најбољих фудбалера Европе. Према речима Вороњиновог сина Михаила, у то време су фудбалски великани Реал Мадрид и Интер показали озбиљно интересовање за његовог оца.
Године 1965, Торпедо је освојио друго првенство, а капитен тима Вороњин је по други пут узастопно изабран за најбољег фудбалера СССР-а. До тада је његова популарност у СССР-у била огромна, а часопис „Франс фудбал” га је овог пута ставио на осмо место листе најбољих европских играча. Врхунац његове каријере било је Светско првенство 1966. у Енглеској, где је репрезентација СССР-а заузела 4. место. За репрезентацију Совјетског Савеза одиграо је 63 утакмице и постигао 5 голова, забележио је и три наступа за олимпијску репрезентацију.
У мају 1968. селектор репрезентације СССР-а Михаил Јакушин избацио га је из националног тима због честих кршења дисциплине и то само две недеље пре одласка на Европско првенство у Италију. Убрзо након тога, доживео је тешку саобраћајну несрећу и чудом преживео, али је био потпуно унакажен и психички се никада није опоравио. Ипак, успео је да се врати на терен и то у првенству 1969. године, одиграо је 8 мечева и постигао два гола. Први гол је дао против московског Динама, за који је у тој утакмици бранио Лав Јашин. Међутим, касније је био принуђен да заврши играчку каријеру.
Убрзо након завршетка играчке каријере, почео је да прекомерно конзумира алкохол и развео се од супруге. До краја живота покушавао је да се бави новинарством, тренирао је радничке аматерске тимове, али није успео да се опорави од саобраћајне несреће која му је практично уништила живот и каријеру.
Дана 9. маја 1984. године у 8:15 часова, Вороњин је пронађен у грмљу покрај аутопута на једном од излаза из Москве. Преминуо је у болници 19. маја 1984. године. Сахрањен је на гробљу Даниловскоје у Москви. Умро је под мистериозним околностима, у совјетској штампи није било детаљнијих података о његовој смрти и сахрани. Особе умешане у његову смрт никада нису идентификоване.

## Успеси

### Клуб
Торпедо
- Првенство Совјетског Савеза: 1960, 1965.
- Куп Совјетског Савеза: 1960.

### Репрезентација
СССР
- Европско првенство друго место: Шпанија 1964.

### Индивидуалне награде
- Најбољи тим турнира на Светском првенству: Чиле 1962.
- Најбољи фудбалер Совјетског Савеза: 1964, 1965.